# Gliricidia sepium
Espèce
Classification phylogénétique
Synonymes
Selon GBIF (10 mars 2022) :
- Gliricidia lambii Fernald
- Gliricidia maculata (Kunth) Walp.
- Gliricidia maculata Kunth
- Gliricidia maculata var. multijuga Micheli
- Gliricidia maculata var. multijuga Micheli ex Donn.Sm.
- Gliricidia sepium (Jacq.) Kunth ex Griseb.
- Gliricidia sepium (Jacq.) Kunth ex Walp.
- Gliricidia sepium (Jacq.) Steud.
- Lonchocarpus roseus (Mill.) DC.
- Lonchocarpus sepium (Jacq.) DC.
- Millettia luzonensis A.Gray
- Robinia rosea Mill.
- Robinia sepium Jacq. - basionyme
- Robinia variegata Schltdl.

Gliricidia sepium (ou gliciridia aux Antilles françaises) est une espèce de plantes à fleurs de la famille des Fabaceae. C'est un arbre de taille moyenne originaire d'Amérique du Sud, d'Amérique centrale et du Mexique. Il a été introduit dans de nombreuses zones tropicales du monde pour faire des haies, produire du fourrage ou de l'ombrage aux cultures.

## Description
Cet arbre pouvant atteindre 10-15 m de hauteur possède de jeunes rameaux pubescents et une écorce lisse, grise à rouge brun.
Les longues feuilles imparipennées, caduques, sont composées de 3-7 paires de folioles, elliptiques ou lancéolées, de 3-8 × 2 cm, à apex aigu ou acuminé.

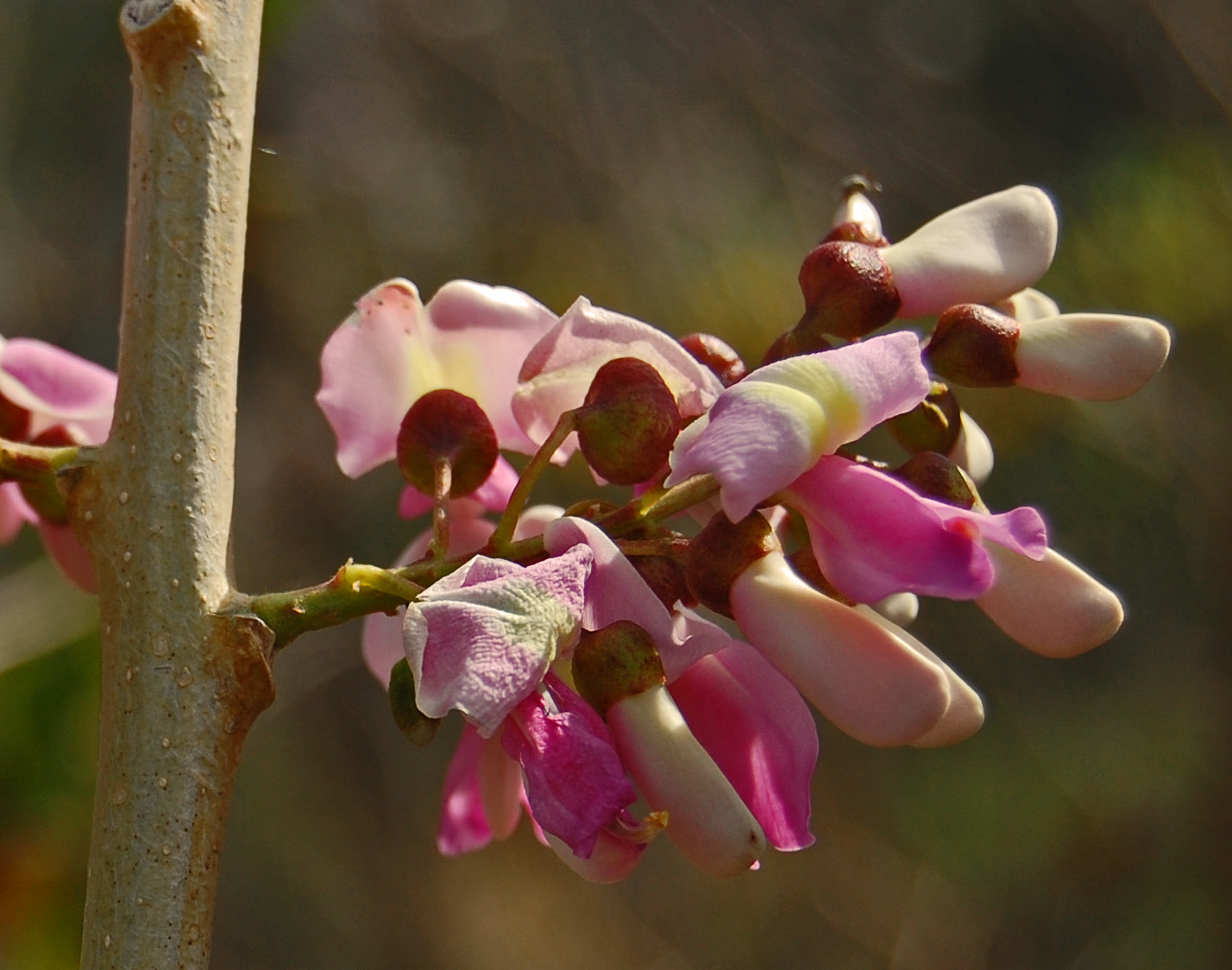
Racème de fleurs roses.

Les fleurs roses et blanches sont groupées en grands racèmes (jusqu'à 15 cm de long). Le calice campanulé, taché de rouge, fait 5-6 mm ; la corolle rose-mauve ou blanche, comporte un étendard émarginé, rose à centre jaune, et des ailes roses.  
La floraison a lieu durant la saison sèche (de mars à juin pendant le carême, aux Antilles).
Le fruit est une gousse de 10-15 × 1,6 cm, glabre ; les graines de 1 cm sont brun-pourpre.

## Écologie
Le gliricidia est originaire du nord de l'Amérique du Sud, d'Amérique Centrale et du Mexique. Il est largement cultivé dans la plupart des pays tropicaux. Il s'est naturalisé dans les régions tropicales d'Afrique et d'Asie.
Cet arbre est très commun aux Antilles françaises.

## Composition
Les feuilles contiennent 20 % de protéines,, de la coumarine, des acides coumariques, féruliques, galliques, p-hydroxybenzoïques, vanilliques, syringiques et sinapiniques, de la myricétine, des glycosides de kaempférol et des glucides. Ces composés allélopathiques inhibent la germination des graines des plantes adventices.
Les fleurs contiennent des glycosides de quercétol.
Dans les graines, de la canavanine et des saponines ont été isolées.

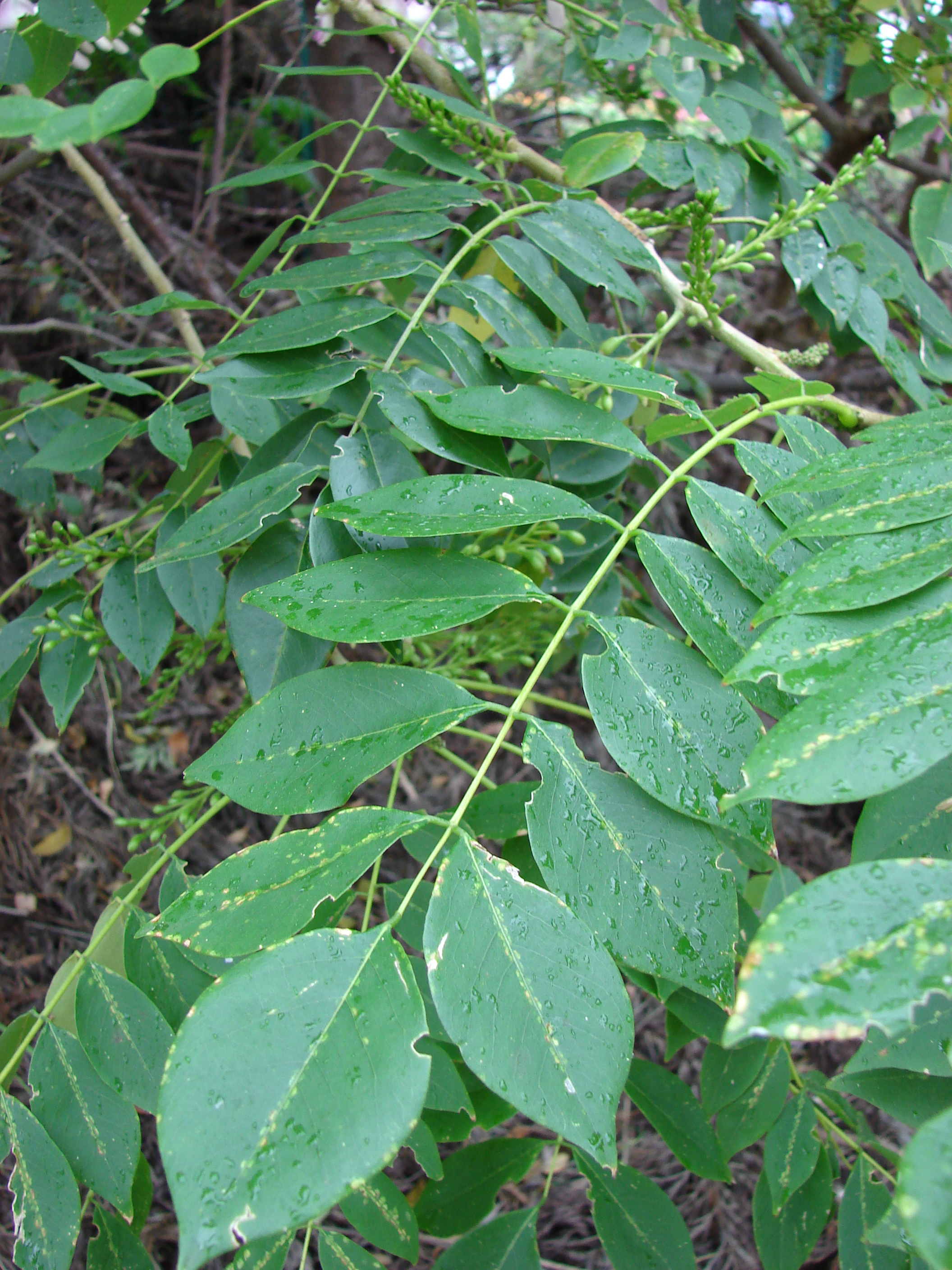
Feuille composée.
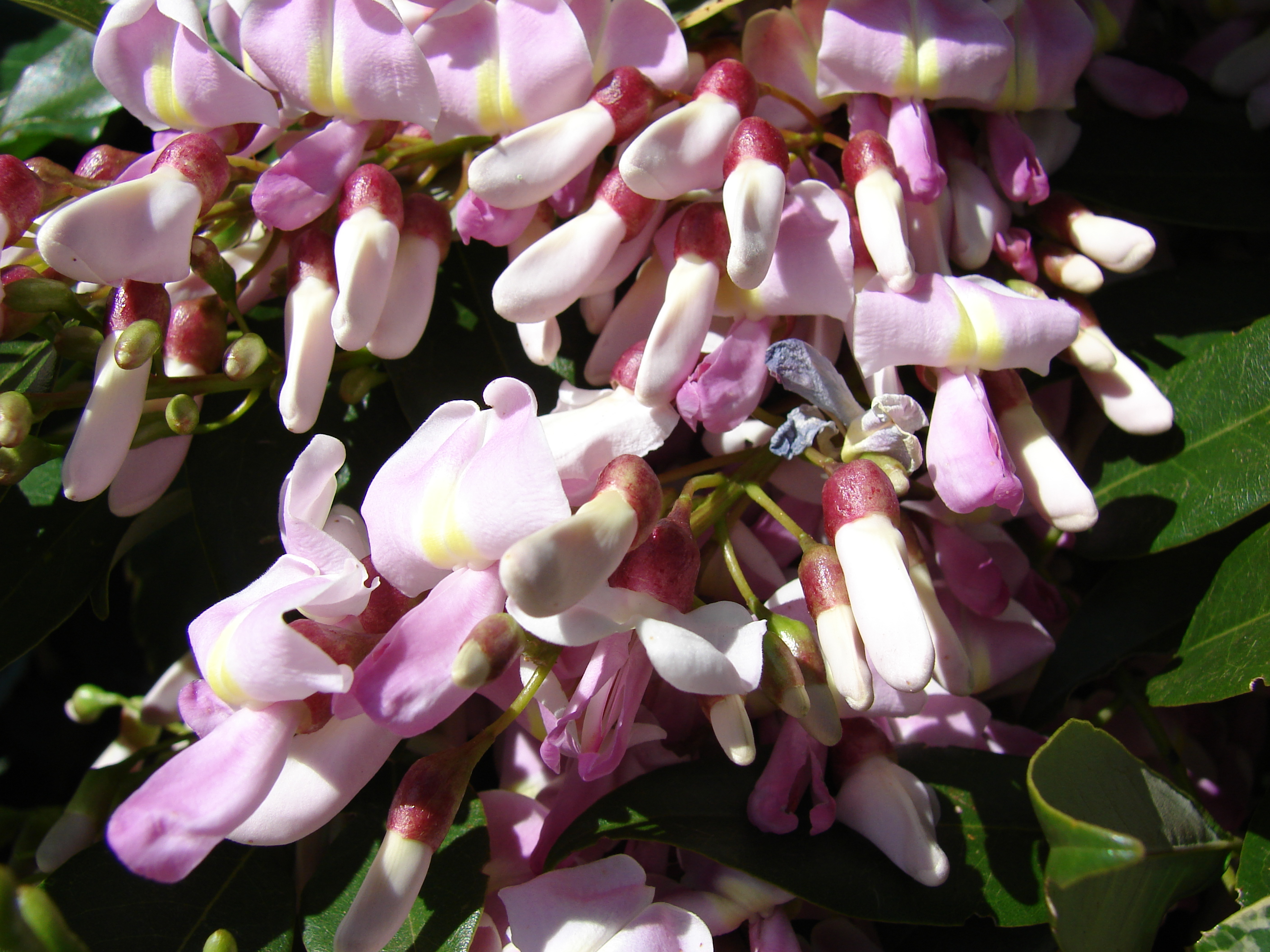
Fleurs.
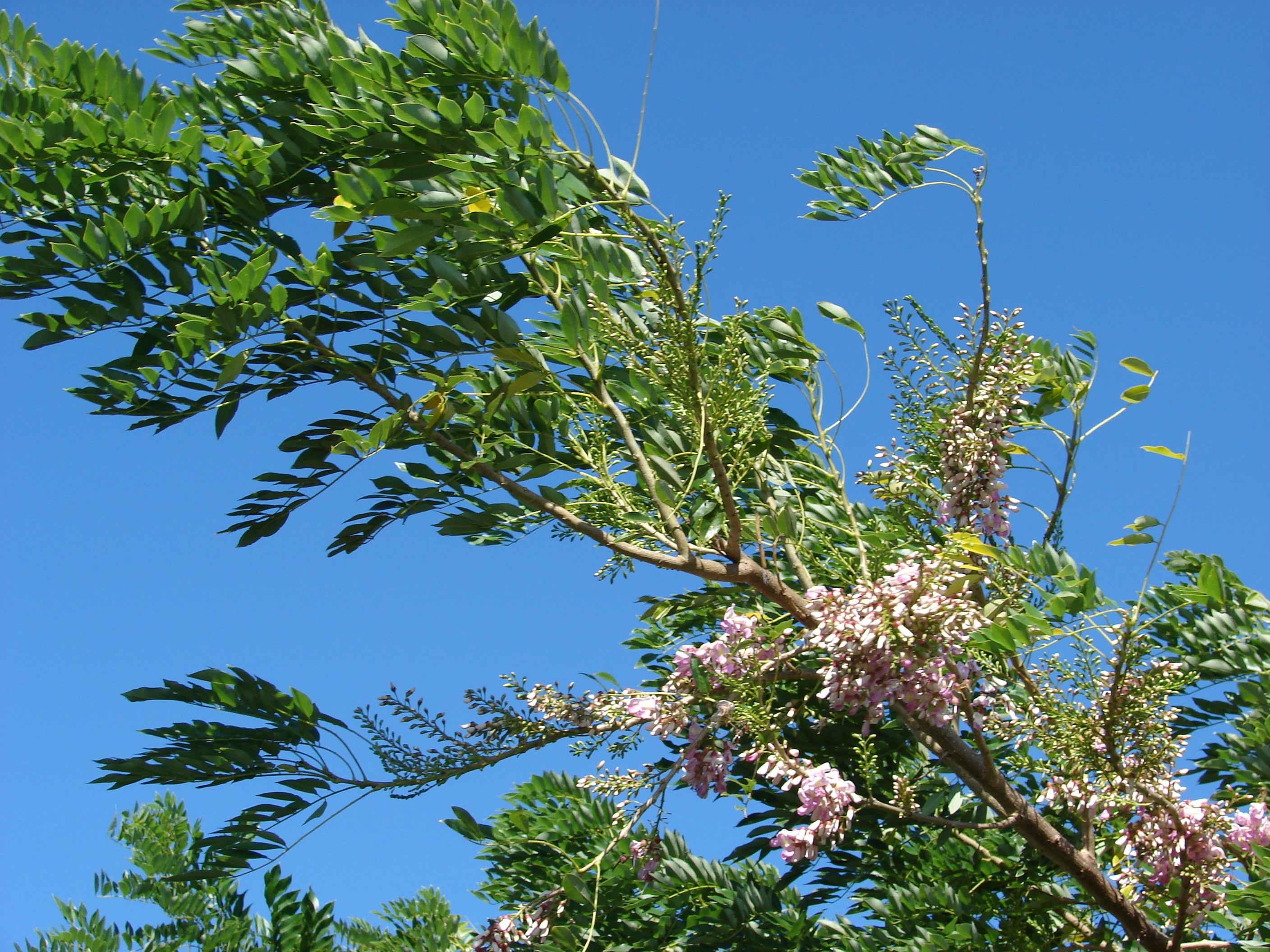
Branche.
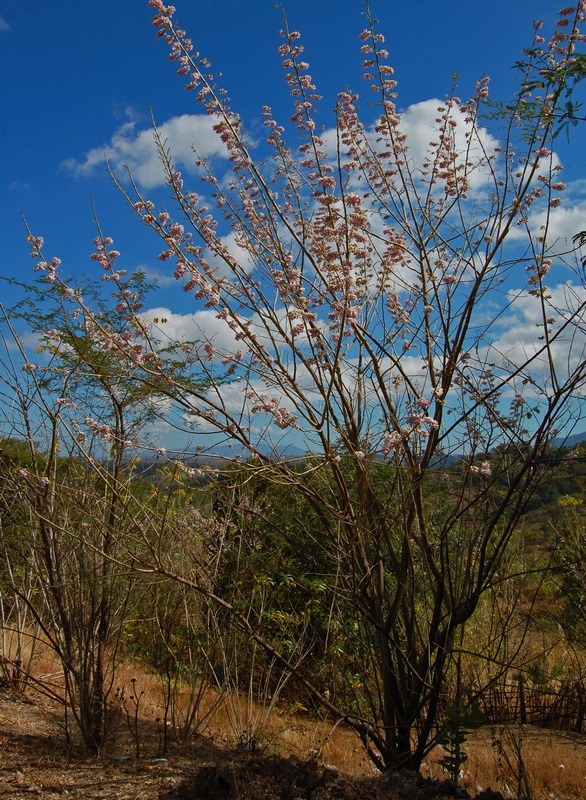
Port de l'arbre rabattu.

## Utilisations
- Cet arbre sert à constituer des haies d'alignement ou pour l'ombrage. Il pousse rapidement (jusqu'à 3 m la première année) et se multiplie facilement par bouturage ou par semis des graines[7]. Il peut être régulièrement taillé pour fournir du bois de chauffage ou de l'engrais vert[8].
- A la saison sèche, les éleveurs peuvent couper les branches pour donner à manger à leur bétail. Malgré la grande valeur nutritive des feuilles, il existe de petits problèmes de toxicité avec les ruminants.
- Il est planté pour stabiliser les sols.
- Cette légumineuse est très utilisée en agroforesterie. Il sert à faire de l'ombre dans les plantations de cacaoyers et de caféiers au Mexique. Il est appelé pour cette raison madre de cacao "mère du cacao".  Il est aussi utilisé dans les plantations de théiers du Sri Lanka, de poivriers, de fruits de la passion, de vanilliers. Comme toutes les légumineuses, il enrichit le sol en azote.
- Il est aussi utilisé comme rodenticide. Cette toxicité viendrait de la conversion par les bactéries de la coumarine en dicoumarine lors de la fermentation des feuilles[9].